# Gaycation
Gaycation (nota anche come Gaycation with Ellen Page) è una docu-serie americana del 2016 con protagonisti Elliot Page e Ian Daniel. La serie è stata presentata in anteprima il 2 marzo 2016, su Viceland, come parte del suo esordio di programmazione. La serie esplora le culture LGBTQ in tutto il mondo mentre Page e Daniel incontrano persone diverse durante i loro viaggi e ascoltano le loro storie.

## Episodi
| Stagione         | Episodi | Primo episodio   | Ultimo episodio   |
| ---------------- | ------- | ---------------- | ----------------- |
| Prima stagione   | 4       | 2 marzo 2016     | 23 marzo 2016     |
| Speciale         | 1       | 24 agosto 2016   | 24 agosto 2016    |
| Seconda stagione | 4       | 7 settembre 2016 | 28 settembre 2016 |
| Speciale         | 1       | 30 aprile 2017   | 30 aprile 2017    |

## Sviluppo
Gaycation è stato introdotto come parte del lancio del nuovo canale di Vice Media, Viceland. La serie fu originariamente concepita quando Spike Jonze, in veste di co-presidente di Viceland, si avvicinò a Ellen Page per richiederle delle possibili idee per lo show per il nuovo canale; lei ha suggerito uno spettacolo di viaggio con una prospettiva LGBT. Dopo che Jonze ha consigliato a Page di essere accompagnata da un compagno durante la serie Page ha suggerito Ian Daniel, un amico personale che ha avuto esperienza come curatore d'arte e ha lavorato come direttore dei programmi artistici presso The Civilians Theatre Company.

## Produzione
Le riprese della prima stagione sono iniziate a giugno 2015, a New York. Ognuno degli episodi è stato reso disponibile per la visione online poco dopo la première di ogni episodio.
Le riprese della seconda stagione sono iniziate a marzo 2016. Un episodio speciale è andato in onda il 24 agosto 2016, concentrandosi sulle conseguenze della strage di Orlando, in Florida. La seconda stagione ha iniziato la messa in onda il 7 settembre 2016.

## Riconoscimenti

### Candidature
Primetime Emmy
- Miglior reality non strutturato - 2016
- Miglior reality non strutturato - 2017

GLAAD Media Awards
- Miglior reality non strutturato - 2016
- Miglior reality non strutturato - 2017
- Miglior reality non strutturato - 2018